# Рамсі (Міннесота)
Рамсі (англ. Ramsey) — місто (англ. city) в США, в окрузі Анока штату Міннесота. Населення — 27 646 осіб (2020).

## Географія
Рамсі розташоване за координатами 45°15′46″ пн. ш. 93°26′54″ зх. д. / 45.26278° пн. ш. 93.44833° зх. д. (45.262680, -93.448389).  За даними Бюро перепису населення США в 2010 році місто мало площу 77,16 км², з яких 74,62 км² — суходіл та 2,54 км² — водойми.

## Демографія
Згідно з переписом 2010 року, у місті мешкало 23 668 осіб у 8033 домогосподарствах у складі 6484 родин. Густота населення становила 307 осіб/км².  Було 8302 помешкання (108/км²).
Расовий склад населення:
| - 91,8 % — білих - 2,8 % — чорних або афроамериканців - 2,4 % — азіатів - 0,4 % — корінних американців |

До двох чи більше рас належало 1,7 %. Частка іспаномовних становила 2,4 % від усіх жителів.
За віковим діапазоном населення розподілялося таким чином: 28,7 % — особи молодші 18 років, 64,6 % — особи у віці 18—64 років, 6,7 % — особи у віці 65 років та старші. Медіана віку мешканця становила 34,9 року. На 100 осіб жіночої статі у місті припадало 101,2 чоловіків;  на 100 жінок у віці від 18 років та старших — 101,0 чоловіків також старших 18 років.
Середній дохід на одне домашнє господарство  становив 98 118 доларів США (медіана — 86 794), а середній дохід на одну сім'ю — 102 406 доларів (медіана — 96 340). Медіана доходів становила 55 952 долари для чоловіків та 46 648 доларів для жінок. За межею бідності перебувало 3,2 % осіб, у тому числі 4,7 % дітей у віці до 18 років та 1,4 % осіб у віці 65 років та старших.
Цивільне працевлаштоване населення становило 13 953 особи. Основні галузі зайнятості: освіта, охорона здоров'я та соціальна допомога — 20,3 %, виробництво — 18,4 %, роздрібна торгівля — 10,9 %, фінанси, страхування та нерухомість — 10,0 %.